# ولتشتینتس
ولتشتینتس (به چکی: Vlčetínec) یک منطقهٔ مسکونی در جمهوری چک است که در شهرستان ییندرژیخوف هرادتس واقع شده‌است.
 ولتشتینتس ۶٫۲۱ کیلومتر مربع مساحت و ۶۳ نفر جمعیت دارد و ۵۴۵ متر بالاتر از سطح دریا واقع شده‌است.